# Garrafão do Norte
Garrafão do Norte är en kommun i Brasilien.   Den ligger i delstaten Pará, i den nordöstra delen av landet, 1 500 km norr om huvudstaden Brasília. Antalet invånare är 25 051.
Omgivningarna runt Garrafão do Norte är huvudsakligen savann. Runt Garrafão do Norte är det glesbefolkat, med 16 invånare per kvadratkilometer.